# Kluczewo (powiat szamotulski)
Kluczewo – wieś sołecka w Polsce położona w województwie wielkopolskim, w powiecie szamotulskim, w gminie Ostroróg, w odległości około 2 kilometrów na północny wschód od Ostroroga, przy drodze powiatowej do Obrzycka (dawna droga wojewódzka nr 117). Powierzchnia sołectwa wynosi około 988 ha, w tym tereny zabudowane stanowią około 19 ha. Zabudowa wsi ma charakter zwarty, w skład sołectwa wchodzi tylko jedna wieś.
Urodził się tutaj bł. ks. Marian Konopiński.

## Historia
Wieś wzmiankowana po raz pierwszy w 1465 roku pod nazwą Cluczewo jako własność Stanisława Ostroroga (syna Sędziwoja). W 1475 roku wieś występowała pod nazwą Cluszowo i należała do powiatu poznańskiego. W 1499 roku z kolei w źródłach wieś pojawiła się jako Clyuczewo. Od około 1466 roku wieś należała do Parafii Ostroróg (z przerwą w latach 1555 - 1636, kiedy to kościół parafialny w Ostrorogu należał do braci czeskich). Po Stanisławie Ostrorogu właścicielem dóbr Ostroroga, w tym Kluczewa został jego syn Jan. Po śmierci Jana (w 1501 roku) oraz jego żony Heleny, synowie Wacław oraz Stanisław podzielili między sobą majątek, Kluczewo przypadło Stanisławowi. W 1508 źródła wymieniają w Kluczewie młyn, w 1510 roku młyn i folwark, a w latach 1563 - 1580 również karczmę. Stanisław umarł bezpotomnie, po jego śmierci klucz Ostroróg przypadł dzieciom Wacława - Jakubowi i Stanisławowi, którzy w 1540 dokonali między sobą podziału dóbr, w ten sposób, że Ostroróg wraz z przyległymi wsiami otrzymał Jakub. Kluczewo jako część dóbr Ostroroga pozostawało w rękach rodziny Ostrorogów do 1635 roku. W 1624 roku zmarł Sędziwój Ostroróg (wnuk Jakuba), a w 1635 roku jego córka i spadkobierczyni sprzedała Ostroróg wraz z wsiami Andrzejowi Rejowi z Nagłowic. W 1647 roku Mikołaj Rej, syna Andrzej Ostroróg wraz z wsiami (m.in. Kluczewem) sprzedaje Piotrowi z Miłosławia Gorskiemu. W 1718 roku wieku wieś należała do Macieja Malechowskiego, w 1735 roku Jerzy hr. na Lachowicach Sapieha, starosta wielkopolski oraz jego córka Marianna Sapieżanka zobowiązują się sprzedać swoje dobra Ostroróg wraz z wsiami m.in. Kluczewem sprzedać Łukaszowi Kwileckiemu z Kwilcza, co też nastąpiło rok później.
Pod koniec XIX wieku Kluczewo leżało na obszarze powiatu szamotulskiego. Liczyło wówczas 11 dymów i 116 mieszkańców (z czego 110 katolików i 6 ewangelików). Majątek Kluczewo należał do Mieczysława Kwileckiego i liczył 14 domostw z 228 mieszkańcami (wszyscy deklarowali się jako katolicy). Po śmierci Mieczysława Kwileckiego, Kluczewo kupili Madalińscy, którzy pozostali jego właścicielami do wybuchu II wojny światowej.
W 1881 roku na polach należących do folwarku Mieczysława Kwileckiego znaleziono gliniane przedmioty - dwie urny, dwa dzbanki i kubek. Z kolei w 1886 roku również na polach Kwileckiego odnaleziono cystę wykonaną z blachy, brązu, patyny i żelaza oraz obręcz z brązu datowane na około 4 wiek przed naszą erą.
W czasie II wojny światowej wieś nosiła nazwę Steinort. W 1953 roku utworzono Rolniczą Spółdzielnię Produkcyjną w Kluczewie, która działa do dziś.
W latach 1975–1998 miejscowość należała administracyjnie do województwa poznańskiego.
Do obiektów historyczny na terenie wsi Kluczewo można zaliczyć dawną oficynę dworską na terenie obecnej spółdzielni produkcyjnej (obecnie biura spółdzielni), która jednak na skutek licznych zmian architektonicznych utraciła wartość historyczną.

## Czasy współczesne
W Kluczewie nie ma szkoły, ani przedszkola, nie ma również świetlicy wiejskiej. Podstawowym podmiotem gospodarczym jest Rolnicza Spółdzielnia Produkcyjna (ok 450 ha gruntów rolnych, hodowla trzody chlewnej i bydła), natomiast w rejestrze CEDIG wpisanych jest 9 podmiotów. We wsi działa ochotnicza straż pożarna i klub piłkarski - Sparta Kluczewo. Na terenie wsi znajduje się boisko i plac zabaw.

## Demografia
Według stanu na koniec 2015 roku liczba mieszkańców wsi wynosiła 292 osoby. Na wskazane 292 osoby: 81 jest w wieku do 18 lat (33 kobiety i 48 mężczyzn), 163 w wieku 19-60 lat (81 mężczyzn i 82 kobiet) oraz 48 osób powyżej 60 lat (21 mężczyzn i 27 kobiet).